# Aparammoecius pallidiligonis
Aparammoecius pallidiligonis är en skalbaggsart som beskrevs av Waterhouse 1875. Aparammoecius pallidiligonis ingår i släktet Aparammoecius och familjen Aphodiidae. Inga underarter finns listade i Catalogue of Life.